# Cyanea leptostegia
Cyanea leptostegia là loài thực vật có hoa trong họ Hoa chuông. Loài này được A.Gray mô tả khoa học đầu tiên năm 1861.